# كاربونارا دي نولا
 كاربونارا دي نولا، (بالإنجليزية: Carbonara di Nola)‏، هي (بلدية) في مدينة نابولي متروبوليتان، في إقليم كامبانيا الإيطالي، وتقع على بعد حوالي 30 كم شرق نابولي.

## السكان
في سنة 1861 بلغ عدد السكان 992 نسمة، وتطور العدد ليصل في سنة 2011 لـ 2٬303 نسمة.
يظهر هذا المخطط البياني تطور النمو السكاني لـ كاربونارا دي نولا